# Momia Lady Dai

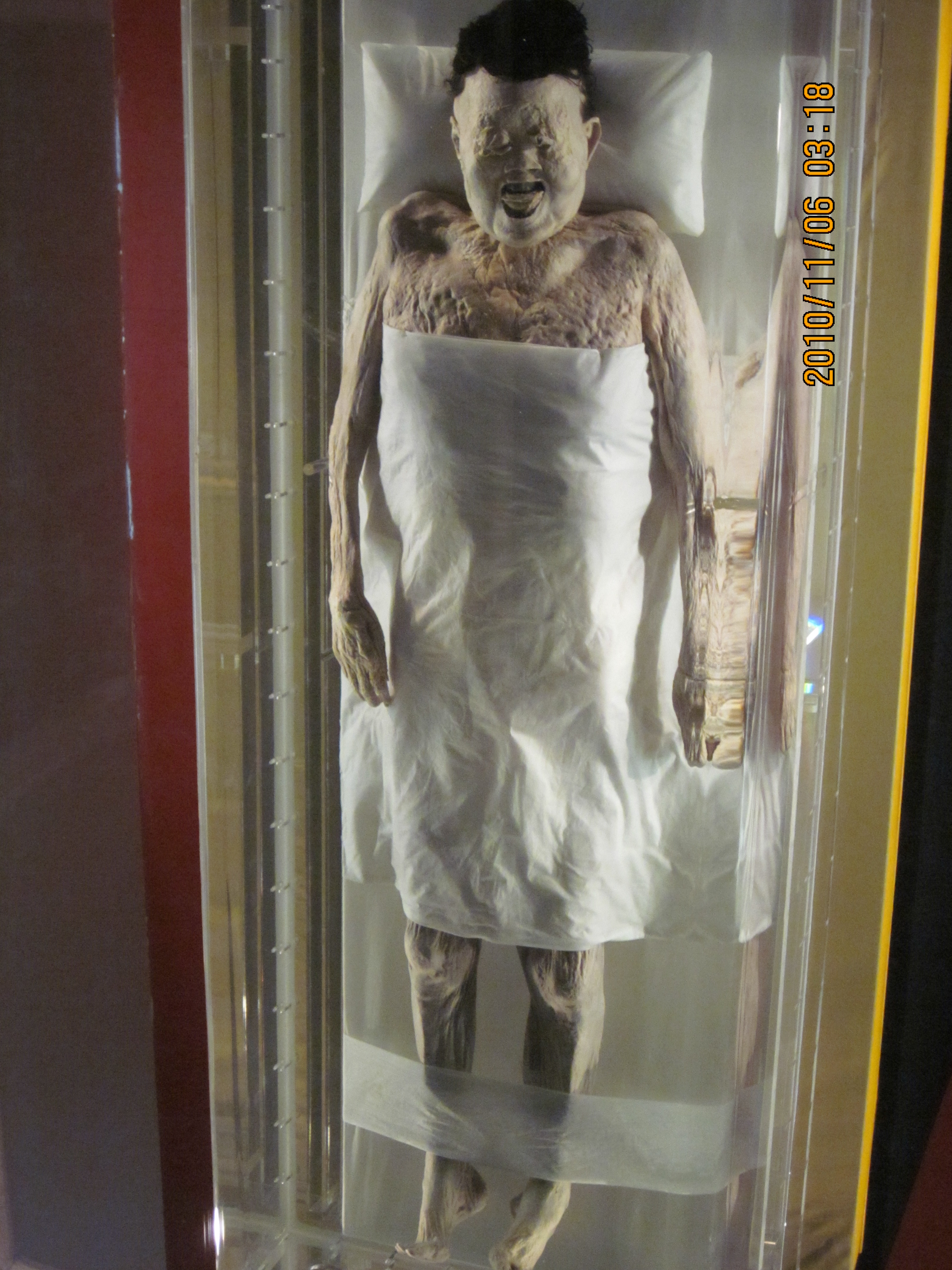
Momia Lady Dai.

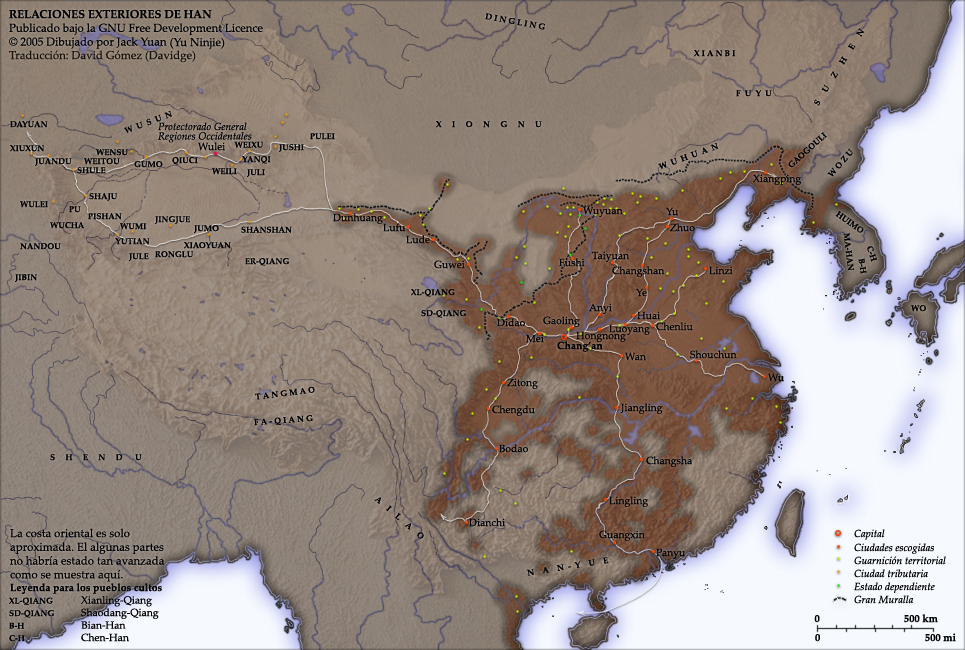
Zona de influencia de la Dinastía Han occidental.

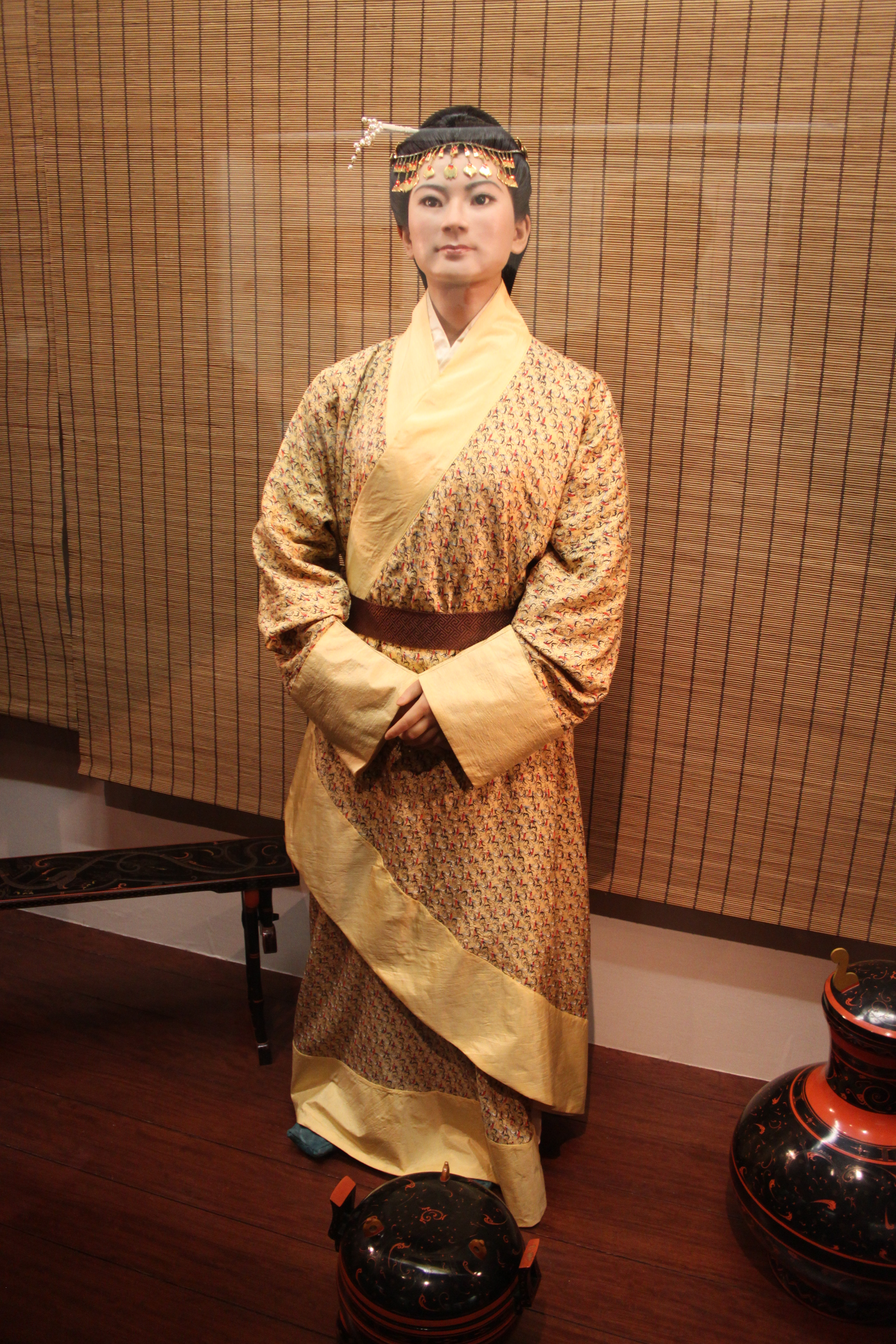
Lady Dai

La momia Lady Dai es el nombre por el que se conoce al cuerpo momificado de Xin Zhui, la esposa del gobernador de Dai (軼侯), en la época de la dinastía de los Han Occidentales (~190-168 a. C.).

## Hallazgo
La momia fue hallada en China por un equipo de arqueólogos en septiembre de 1972, en Mawangdui (馬王堆), yacimiento arqueológico chino situado en Wulibei (五里牌), a pocos kilómetros al este de Changsha, en la provincia de Hunan.
Reposaba en la tumba n.º 1 en una cámara funeraria de madera, envuelta en veinte capas de tejido fijadas por nueve cinturones, colocada en cuatro féretros encajados y rodeados de compartimentos para el mobiliario funerario.
El complejo fúnebre constaba de dos tumbas más, que contenían las momias del gobernador de Dai (軼侯) y la de su hijo.

## Características físicas
- Sexo: femenino
- Sufría de leve dolor de espalda y tenía sobrepeso.
- Edad: 50 años aproximadamente.
- Causa de la muerte: posiblemente un ataque al corazón.

## Conservación
Según los expertos podría tratarse de la momia mejor conservada del mundo, ya que la técnicas de conservacíon de las antiguas dinastías de China se igualan o mejoran levemente a las utilizadas por los egipcios en los procesos de momificación.
La momia reposa actualmente en el Museo Provincial de Hunan.

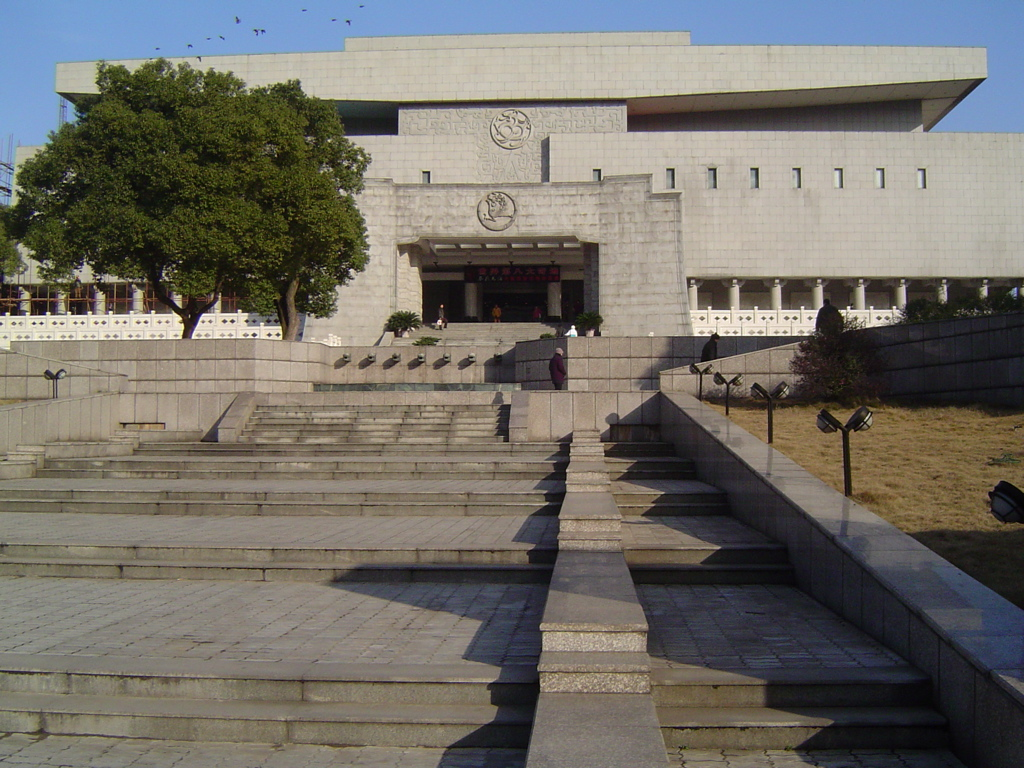
Museo Provincial de Hunan, lugar donde se exhibe la momia de Lady Dai.